# L'ultimo gangster
L'ultimo gangster (The Last Gangster) è un film del 1937 diretto da Edward Ludwig.

## Trama
Joe è un gangster finito in galera per evasione fiscale (ricorda Al Capone). La moglie lo ha sempre creduto innocente ma quando un giornalista le racconta la verità lo lascia. Si innamora del giornalista e quando Joe esce di prigione dopo aver scontata la pena, i due amanti diventano prede della vendetta del gangster.

## Curiosità
Il ruolo di gangster divenne tipico per Edward G. Robinson, famoso anche per la sua interpretazione nel film Piccolo Cesare.